# Antiguraleus tepidus
Antiguraleus tepidus é uma espécie de gastrópode do gênero Antiguraleus, pertencente a família Mangeliidae.